# M551 Sheridan
M551 Sheridan byl americký lehký tank (v americké armádě zaveden jako průzkumné vozidlo) z období studené války. Jméno nese po americkém generálovi z doby americké občanské války – Philipu Sheridanovi. Tank, který byl vyvinut jako náhrada lehkého tanku M41 Walker Bulldog, je především díky své netradiční výzbroji považován za jeden z nejkontroverznějších amerických moderních tanků. Tank, vyrobený v počtu 1662 kusů, byl bojově nasazen ve vietnamské válce, invazi do Panamy a válce v Zálivu.

## Vývoj

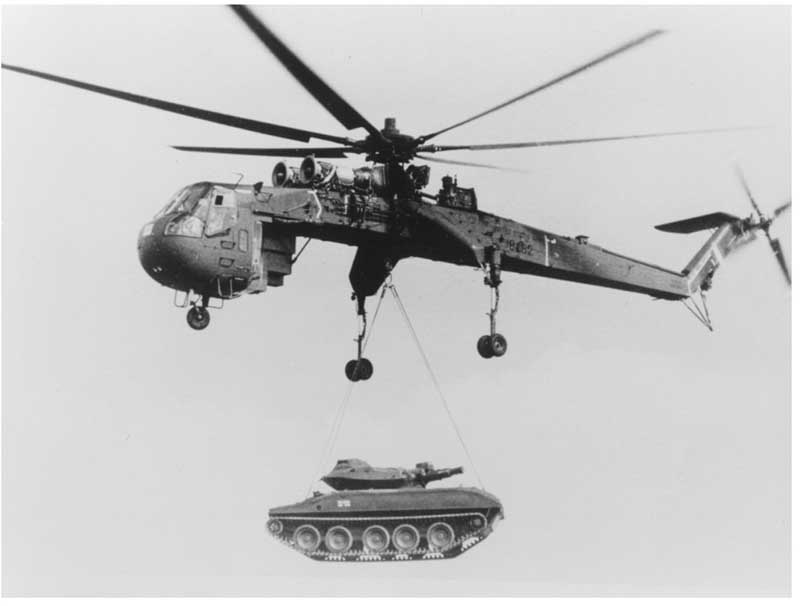
Sheridan nesený vrtulníkem Sikorsky CH-54 Tarhe

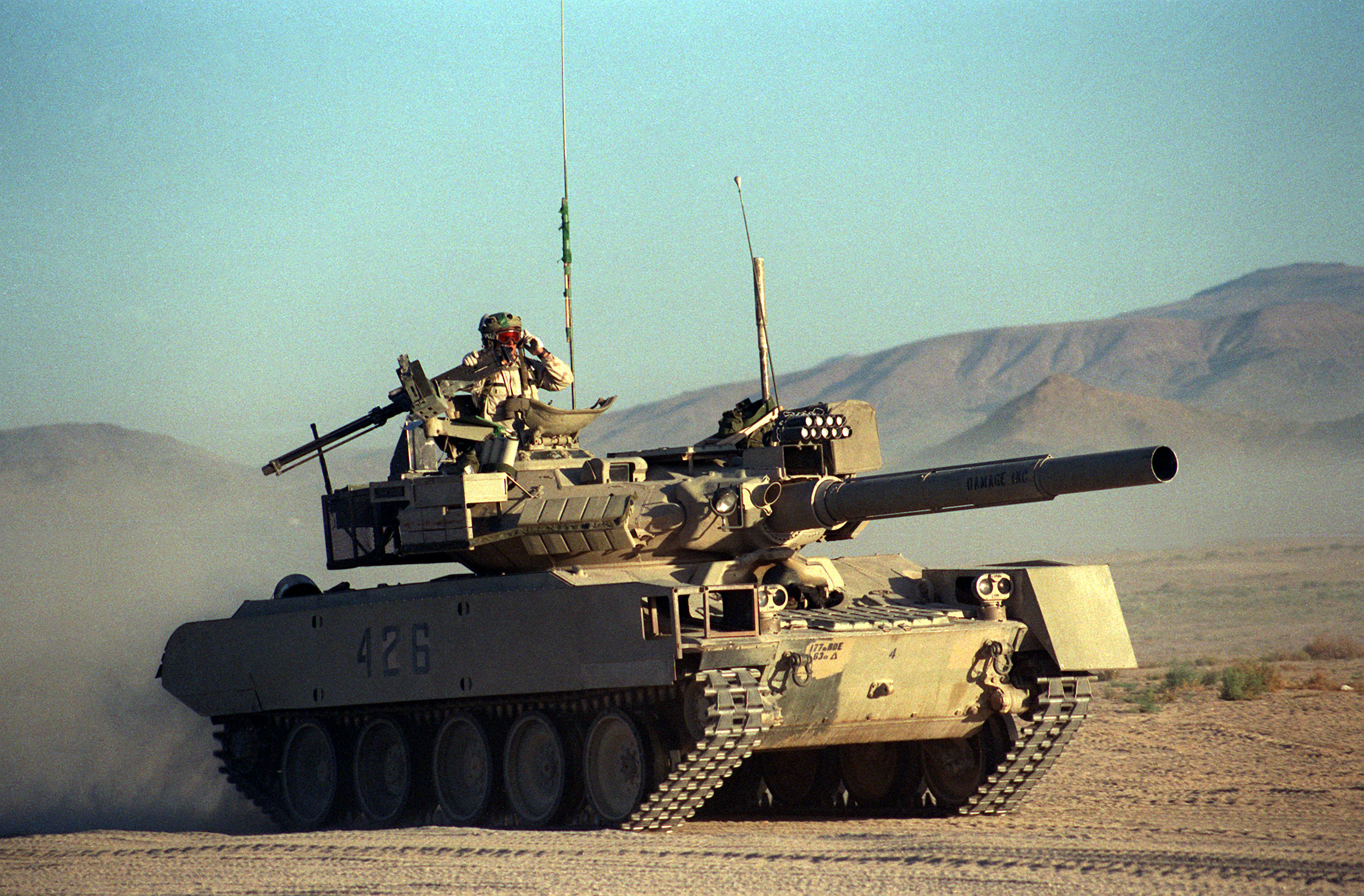
Sheridan vizuálně upravený do podoby tanku T-80

Vývoj tanku byl firmě General Motors zadán v roce 1960. Byl požadován lehký tank, schopný vysazení na padácích, chráněný proti chemickým, biologickým i jaderným zbraním a schopný operovat v noci. Celkem bylo postaveno dvacet prototypů XM551.
Nízká svařovaná ocelová věž nesla hlavní zbraň tanku, kterou byl 152mm kanón M81 umožňující vypouštění protitankových řízených střel MGM-51 Shillelagh. Vedle něj byl instalován kulomet ráže 7,62 mm. Před kupolí velitele byl instalován protiletadlový kulomet M2 Browning ráže 12,7 mm. Zásoba munice činila osm střel Shillelagh a 20 dělostřeleckých nábojů. Na věži bylo osm zadýmovacích granátometů.
Pancíř korby byl hliníkový. Tank poháněl kapalinou chlazený motor General Motors 6V53T s turbodmychadlem o výkonu 300 hp, který dával lehkému stroji dobrou obratnost a akceleraci. Dojezd tanku byl 600 km. Podvozek tanku tvoří na každé straně pět pojezdových kol s hnacím a napínacím kolem. Tank bylo původně možné vysadit na třech padácích, později byl vysazován z nízké výšky na speciální plošině, tlumící náraz při přistání. S použitím speciálního teleskopického boxu byl tank také schopen plavat. Posádku tvořil velitel, nabíječ, střelec a řidič.
Zkoušky prototypů ukázaly řadu dětských nemocí tanku, nejzávažnější problémy však byly s dělostřeleckou municí, jež se vlekly po celou dobu provozu tanku a do určité míry ho znehodnocovaly. Munice byla vyvinuta s celospalitelnou nábojnicí. V suchém prostředí vše fungovalo, nábojnice však byly velice citlivé na vlhkost a v případě navlhnutí mohly v hlavni po výstřelu zůstat žhavé zbytky nábojnice a stalo se i, že takové zbytky přivedly k výbuchu další náboj, což zničilo celý tank.
Přes všechny nedostatky typu bylo v roce 1965 rozhodnuto o sériové výrobě M551 a řešení nedostatků tanku během provozu. V letech 1966–1970 bylo vyrobeno celkem 1662 kusů.
Modernizovaná verze M551A byla nad hlavní kanónu vybavena laserovým dálkoměrem Hughes AN VVG-1. Později byl přidán i přístroj pro noční vidění AN/VSG-2B.

## Nasazení

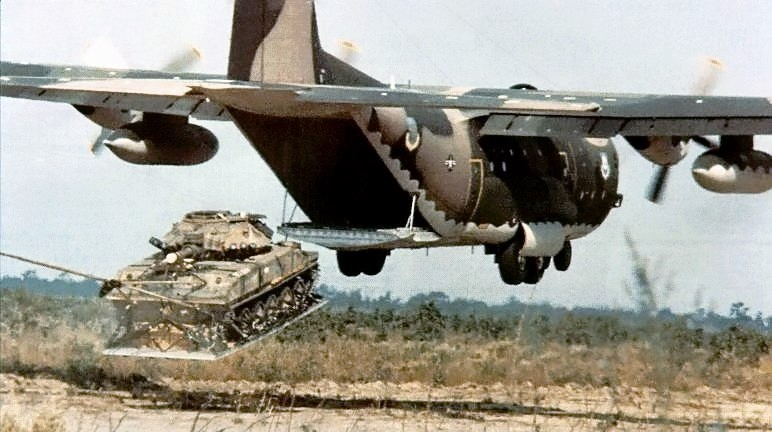
Vysazení tanku M551 z nízko letícího Herculesu

Tank byl poté testován v náročných podmínkách v Austrálii, Panamě či na Aljašce. Výsledky nebyly příliš pozitivní, především potvrdily potíže s municí. Velení armády se přesto rozhodlo otestovat typ v bojových podmínkách ve vietnamské válce. V roce 1969 tam bylo odesláno prvních 65 kusů, jež jednotlivé jednotky nepřijímaly jednoznačně. V roce 1970 už bylo v zemi 200 Sheridanů. Kromě problémové munice budilo nedůvěru osádek především lehké pancéřování tanku. Na rozdíl od středních tanků M48 Patton mohl například výbuch miny prorazit korbu tanku a ohrozit tak jeho posádku. Ve Vietnamu Sheridany operovaly až do konce americké intervence a byla jich ztracena přibližně stovka.
U obrněných jednotek byly tyto tanky provozovány až do konce 70. let, kdy byly pro opotřebení a nedostatek náhradních dílů postupně vyřazovány. V 80. letech je provozovala už jen 82. výsadková divize. V roce 1989 byly nasazeny při invazi do Panamy a posledním nasazením typu M551 byla válka v Zálivu v letech 1990–1991. Sheridany představovaly první americké tanky v oblasti a 82. výsadková divize s nimi prošla operacemi Pouštní štít a Pouštní bouře až do vítězství. Poté byl typ vyřazen. Nový lehký výsadkový tank, který by ho nahradil už nebyl vyvinut.
Zde je třeba připomenout americkou zkušenost z Vietnamu. Tam se osvědčily jinak nepříliš úspěšné lehké tanky M551 Sheridan, které ze svého dvojúčelového kanonu ráže 155 mm vystřelovaly šipkové granáty proti útočníkům, kteří se ukrývali v džungli kolem komunikace. Šipky na rozdíl od pušek M14 a M16 prorážely i kmeny palem, které tak neposkytovaly dostatečný kryt a tanky M551 se staly prakticky nejúspěšnějšími obránci zásobovacích konvojů. 